# Herman Kruyt
Herman Kruyt (Sloten, 30 augustus 1905 – overleden na 1997) was een Nederlands pianist.
Hij was zoon van predikant, uitgever en parlementslid Willy Kruyt en schrijfster Truus Hogerzeil. Hijzelf was getrouwd met Mathilde Elisabeth Johanna Claassen.
Hij studeerde aan de Hochschule für Musik in Berlijn. Hij trad van 1932 tot 1941 op met danseres Chaja Goldstein; daartoe bewerkte hij dansen en volksmelodietjes. In 1938 gingen ze samen op tournee naar Nederlands-Indië. Ook na de Tweede Wereldoorlog trad hij met haar op. Aansluitend (1941) betrok hij de functie van (klank-)regisseur bij de Nederlandse omroep, dat combinerend met optredens als begeleider. Zo begeleidde hij zanger Ernst Busch. Hij was deelnemer in het Radio Philharmonisch Sextet. Hij heeft voorts tal van schoolconcerten op zijn naam staan.
In 1958 soleerde hij in het Pianoconcert nr. 1 van Dmitri Sjostakovitsj met het Radio Filharmonisch Orkest onder leiding van een jonge Bernard Haitink (trompettist was Harry Sevenstern). Hugo Godron schreef zijn Souvenir (1946) voor Kruyt.
Kruyt zorgde met zijn uitvoering van Fünf Stücke für Klavier in september 1959 er mede voor, dat de componist Isang Yun zich in Duitsland vestigde.